# Китайсько-український словник
Китайсько-український словник випущений у світ 2004 року видавництвом «Консультант». Перша в незалежній Україні лексикографічна праця у галузі китаїстики[джерело?].
Робота над словником розпочалася навесні 2001 року. Укладений викладачами китайської мови кафедри тюркології Інституту філології КНУ імені Тараса Шевченка під керівництвом завідувача секцією китайської мови Сергія Колодка у співпраці з Олександром Гончаренком.
Містить 80 тис. слів, понад 250 тис. прикладів словосполучень та речень. Обсяг — 1 176 сторінок. Тираж — 3000 примірників (частину тиражу передано до Наукової бібліотеки імені Михайла Максимовича).
Презентація словника відбулася 8 квітня 2004 року у Міському будинку учителя.